# Elly Koch
Elly Amalie Koch (* 24. Juli 1916 in Chur; † 27. Juli 2017 ebenda; heimatberechtigt in Chur und Tamins) war eine Schweizer Stickerin und Autorin.

## Biographie
Sie galt als Expertin der Kreuzstichstickerei in der Schweiz und gab dazu zahlreiche Bücher heraus. im Laufe ihres Lebens sammelte sie beispielsweise durch Besuche in mehreren Bündner Tälern zahlreiche historische Stickmuster, die sie damit vor dem Vergessen bewahrte.
Elly Koch war die Tochter von Ulrich Benedikt Koch und Fida Koch-Brunold. Der Vater war Inhaber des 1796 gegründeten Buchdruckerei-Unternehmens Koch in Chur. Als Kleinkind erkrankte Elly Koch an Kinderlähmung und vertrieb sich damals die Zeit mit Stricken und Sticken. Auf Wunsch ihres Vaters absolvierte sie die Sekundar- und später die Handelsschule, danach erlernte sie in Chur das Weben und das Töpfern. In Lugano machte sie eine Ausbildung als Damenschneiderin. Später erlernte sie bei einem Schreiner in Chur auch die Herstellung von Kleinmöbeln.
Im Jahr 1936 kaufte sie einen Webstuhl und eröffnete ihr eigenes Handarbeitsgeschäft am Kornplatz in Chur. Elly Koch vergab auch Stickaufträge in Heimarbeit. Als erfolgreiche Unternehmerin hatte sie eine grosse Stammkundschaft aus dem Ausland. Ab den 1930er-Jahren stellte sie ihre Werke immer wieder u. a. in Basel, Zürich oder Luzern aus. Ende 1983 zog sie sich aus ihrem Geschäft zurück.
Elly Koch ist als „Grande Dame“ der Bündner Kreuzstichstickerei weit über die Landesgrenzen hinaus bekannt geworden.
Koch starb drei Tage nach ihrem 101. Geburtstag.

## Veröffentlichungen
- Kreuzsticharbeiten. In: Der Heimatwerkbote, 1989, Nr. 33, 1; Bl. 20–22.
- Kreuzsticharbeiten. In: Der Heimatwerkbote, 1988, Nr. 32, 3; Bl. 67–69.
- Alte und neue Kreuzstichmuster. 8 Hefte, Chur 1987–1995.
- Bündner Kreuzstiche. Chur 1984.
- Schweizer Kreuzstichmuster. Aus dem Bergell, Engadin, Safiental und anderen Graubündner Tälern. Rosenheimer Verlagshaus, Rosenheim 1982.
- Schweizer Kreuzstichmuster 2. Alte Stickereien aus Graubünden. Rosenheimer Verlagshaus, Rosenheim 1984.
- Die schönen Bündner Kreuzsticharbeiten. In: Schweizerische Lehrerinnen-Zeitung, 1979, Nr. 11/12, S. 285–288.
- Die schönen Bündner Kreuzsticharbeiten. In: Terra Grischuna, Nr. 6, 1974.
- Alte Kreuzstichmuster. Gesammelt von Elly Koch. Chur 1936.